# Südostasienspiele 2019
Die 30. Südostasienspiele fanden vom 30. November bis 11. Dezember 2019 auf den Philippinen statt.

## Teilnehmende Nationen
| - Brunei - Indonesien - Kambodscha - Laos - Malaysia - Myanmar | - Osttimor - Philippinen (Gastgeber) - Singapur - Thailand - Vietnam |

## Ergebnisse
- Badminton
- Billard
- Eishockey
- Leichtathletik

## Medaillenspiegel
| Platz  | Land        | Gold | Silber | Bronze | Gesamt |
| ------ | ----------- | ---- | ------ | ------ | ------ |
| 01     | Philippinen | 149  | 117    | 121    | 387    |
| 02     | Vietnam     | 98   | 85     | 105    | 288    |
| 03     | Thailand    | 92   | 103    | 123    | 318    |
| 04     | Indonesien  | 72   | 84     | 111    | 267    |
| 05     | Malaysia    | 55   | 58     | 71     | 184    |
| 06     | Singapur    | 53   | 46     | 68     | 167    |
| 07     | Myanmar     | 4    | 18     | 51     | 73     |
| 08     | Kambodscha  | 4    | 6      | 36     | 46     |
| 09     | Brunei      | 2    | 5      | 6      | 13     |
| 10     | Laos        | 1    | 5      | 29     | 35     |
| 11     | Osttimor    | —    | 1      | 5      | 6      |
| Gesamt | Gesamt      | 530  | 528    | 726    | 1784   |